# Ancylomenes pedersoni
Crevette nettoyeuse de Pederson
Espèce
Ancylomenes pedersoni, la Crevette nettoyeuse de Pederson, est une espèce de crevettes de la famille des Palaemonidae. Cette crevette se rencontre dans les eaux tropicales de la mer des Caraïbes. Elle vit en association avec des anémones de mer et est une crevette nettoyeuse.

## Systématique
Le nom valide complet (avec auteur) de ce taxon est Ancylomenes pedersoni (Chace (d), 1958).
L'espèce a été initialement classée dans le genre Periclimenes sous le protonyme Periclimenes pedersoni Chace, 1958,.
Ancylomenes pedersoni a pour synonymes :
- Ancylomenes anthophilus (Holthuis & Eibl-Eibeslfeldt, 1964)
- Periclimenes (Periclimenes) anthophilus Holthuis & Eibl-Eibesfeldt, 1964
- Periclimenes (Periclimenes) pedersoni Chace, 1958
- Periclimenes pedersoni Chace, 1958

## Étymologie
Son épithète spécifique, pedersoni, lui a été donnée en l'honneur de Harry Pederson qui a été le premier à l'observer et à photographier cette jolie espèce en 1954 aux Bahamas.

## Publication originale
- (en) Fenner A. Chace, Jr., « A new shrimp of the genus Periclimenes from the West Indies », Proceedings of the Biological Society of Washington, Washington, Biological Society of Washington (d), vol. 71,‎ 10 novembre 1958, p. 125-132 (ISSN 0006-324X et 1943-6327, OCLC 1536434, lire en ligne).